# Popiersie Władysława Stanisława Reymonta w Małkowie

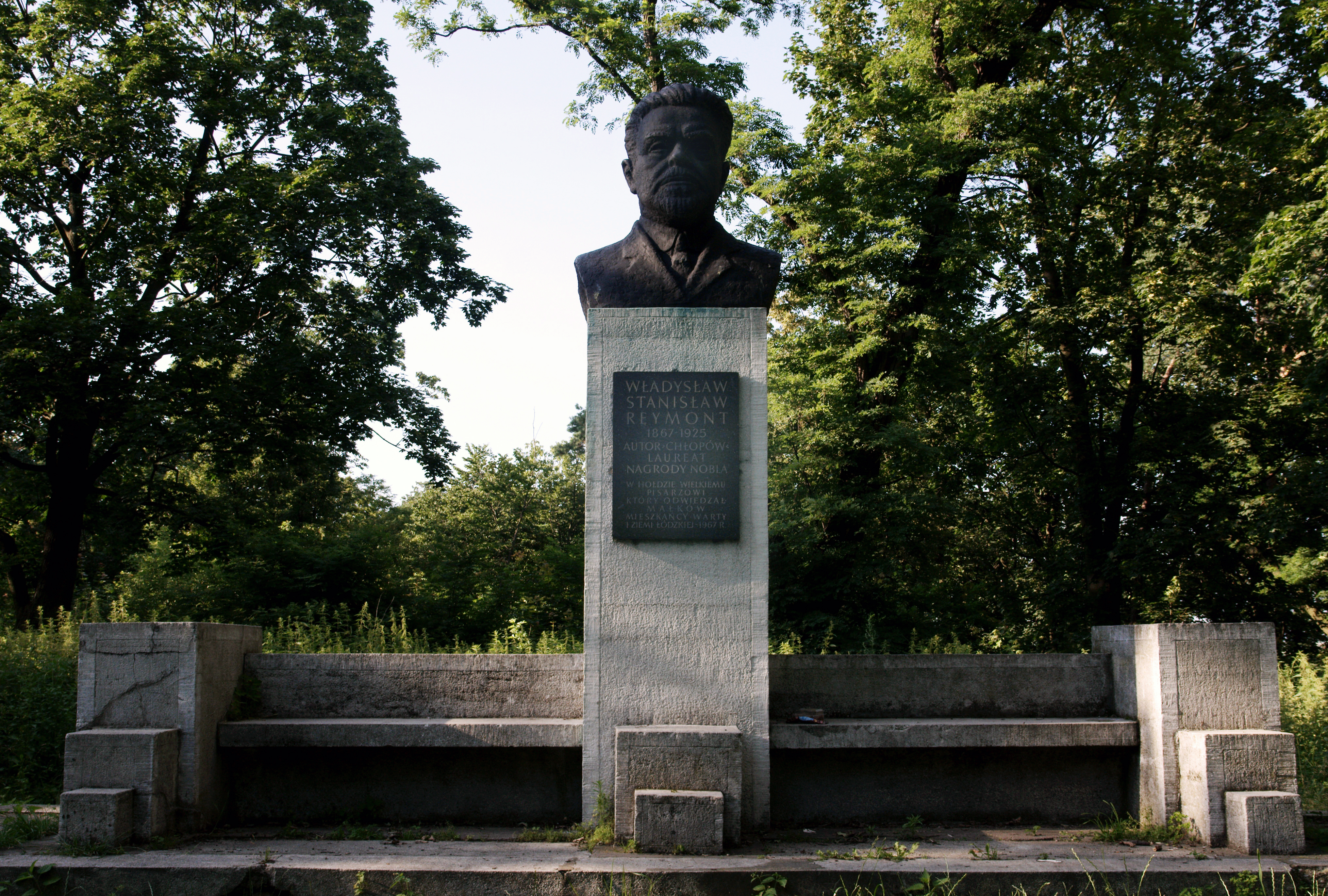
Popiersie Władysława Stanisława Reymonta w Małkowie (2009)

Popiersie Władysława Stanisława Reymonta w Małkowie – popiersie przedstawiające postać Władysława Reymonta zlokalizowane w zespole pałacowo-parkowym w Małkowie w latach 1967–2012.

## Historia
Obiekt upamiętnia związki Władysława Stanisława Reymonta z Małkowem (pisarz odwiedzał zamieszkałą tu rodzinę Pstrokońskich i w przypałacowym parku tworzył swoje utwory). Pierwszy pomnik wyobrażający Władysława Stanisława Reymonta stanął w Małkowie z inicjatywy panien Walentyny i Marii Pstrokońskich. Jego autorem był Stanisław Jagmin. Pomnik stał w parku do 1936. r. W 1967 r. odsłonięto wykonaną z brązu replikę tego popiersia. Autorem był Kazimierz Moczkowski. Odbudowa pomnika została zainicjowana przez lokalny oddział PTTK przy dużym udziale Eugenii Kaleniewicz.

## Kradzież
W nocy z 26 na 27 stycznia 2012 popiersie zostało skradzione, prawdopodobnie w celu sprzedaży surowca na skupie złomu.